# Roll the Bones Tour
Il Roll the Bones Tour è il quattordicesimo tour ufficiale della band canadese Rush.

## Storia
Tour abbinato alla pubblicazione dell'album da studio Roll the Bones, che si protrae per 8 mesi consecutivi intervallati da una pausa di un mese circa a cavallo tra il 1991 ed il 1992. Composto da due leg, la prima di sole 31 date e la seconda di 71 (compresa una data di prova) più uno show annullato, l'itinerario del tour tocca Canada, Stati Uniti d'America, Inghilterra, Scozia, Germania, Francia e Paesi Bassi. Durante questa tournée i Rush richiamano più di 960.000 spettatori.
Gruppi ed artisti di supporto: Eric Johnson, Vinnie Moore, Primus, Mr. Big, Andy Curran, The Tragically Hip.
Durata approssimativa dello show: 120 minuti.
Per il Roll the Bones Tour viene proposto il nuovo Tourbook; come sempre il libretto contiene, oltre che la discografia completa, testi di Peart contenenti informazioni sulla genesi del nuovo album, fotografie, informazioni sulla crew al seguito del tour, e schede sui singoli componenti del gruppo.

## Formazione
- Geddy Lee – basso elettrico, voce, tastiere, bass pedals
- Alex Lifeson – chitarra elettrica, chitarra acustica, bass pedals, cori
- Neil Peart – batteria, percussioni, percussioni elettroniche

## Scaletta
Complessivamente in scaletta vengono inseriti 5 pezzi provenienti dal nuovo album. Una novità è rappresentata dai bis: un medley composto da 6 brani diversi. Durante le date europee nel finale di concerto viene inoltre inserito un breve passaggio ("teaser") tratto da Cygnus X-1. La setlist viene modificata nel corso del tour: Ghost of a Chance non è stata eseguita nelle prime serate, ma inserita solo dopo circa un mese. Verso la fine del tour, dalla scaletta vengono rimosse The Pass e Subdivisions, al loro posto viene inserita inizialmente The Trees e, dopo un paio di date, anche Vital Signs e The Analog Kid.
Durante il Roll the Bones Tour il chitarrista Alex Lifeson comincia ad arricchire lo spettacolo con i suoi caratteristici monologhi buffi, demenziali ed incomprensibili.
- Introduzione (video da A Show of Hands)
- Force Ten
- Limelight
- Freewill (abbreviata)
- Distant Early Warning
- Time Stand Still
- Dreamline
- Bravado
- Roll the Bones
- Show Don't Tell
- The Big Money
- Ghost of a Chance (a partire dal 4 dicembre)
- Subdivisions (fino al 25 maggio)
- The Pass (fino al 25 maggio)
- The Trees (a partire dal 27 maggio)
- Vital Signs (a partire dal 29 maggio)
- The Analog Kid (a partire dal 29 maggio)
- Where's My Thing?
- The Rhythm Method (assolo di batteria)
- Closer to the Heart
- Xanadu (abbreviata)
- Superconductor
- Tom Sawyer
- bis: Medley 
 The Spirit of Radio 
 2112 (Overture) 
 Finding My Way (abbreviata) 
 La Villa Strangiato (abbreviata) 
 Anthem (abbreviata) 
 Red Barchetta (abbreviata) 
 The Spirit of Radio (ripresa) 
 Cygnus X-1 (teaser, a partire dal 29 aprile)

## Date
Calendario completo del tour
| Prima Leg        |                      |                       |                                    |                 |
|                  |                      |                       |                                    |                 |
| Data             | Città                | Paese                 | Luogo                              | Note            |
| 25 ottobre 1991  | Hamilton             | Canada                | Copps Coliseum                     |                 |
| 26 ottobre 1991  | Rochester            | Stati Uniti d'America | War Memorial Auditorium            |                 |
| 28 ottobre 1991  | Pittsburgh           | Stati Uniti d'America | Civic Arena                        |                 |
| 29 ottobre 1991  | Cincinnati           | Stati Uniti d'America | Riverfront Coliseum                |                 |
| 31 ottobre 1991  | Indianapolis         | Stati Uniti d'America | Market Square Arena                |                 |
| 1º novembre 1991 | Rosemont             | Stati Uniti d'America | Rosemont Horizon                   |                 |
| 3 novembre 1991  | Minneapolis          | Stati Uniti d'America | Target Center                      |                 |
| 4 novembre 1991  | Omaha                | Stati Uniti d'America | Civic Auditorium Arena             |                 |
| 6 novembre 1991  | Topeka               | Stati Uniti d'America | Expocenter                         |                 |
| 7 novembre 1991  | Saint Louis          | Stati Uniti d'America | The Arena                          |                 |
| 9 novembre 1991  | Normal               | Stati Uniti d'America | Redbird Arena                      |                 |
| 10 novembre 1991 | Milwaukee            | Stati Uniti d'America | Bradley Center                     |                 |
| 13 novembre 1991 | Auburn Hills         | Stati Uniti d'America | The Palace                         |                 |
| 14 novembre 1991 | Auburn Hills         | Stati Uniti d'America | The Palace                         |                 |
| 16 novembre 1991 | Toledo               | Stati Uniti d'America | John F. Savage Hall, Un. of Toledo |                 |
| 17 novembre 1991 | Richfield            | Stati Uniti d'America | Richfield Coliseum                 |                 |
| 18 novembre 1991 | Richfield            | Stati Uniti d'America | Richfield Coliseum                 |                 |
| 26 novembre 1991 | Ottawa               | Canada                | Civic Center                       |                 |
| 28 novembre 1991 | Montréal             | Canada                | The Forum                          |                 |
| 29 novembre 1991 | Québec               | Canada                | Colisee De Québec                  |                 |
| 1º dicembre 1991 | Filadelfia           | Stati Uniti d'America | Spectrum                           |                 |
| 3 dicembre 1991  | Filadelfia           | Stati Uniti d'America | Spectrum                           |                 |
| 4 dicembre 1991  | Largo                | Stati Uniti d'America | Capital Centre                     |                 |
| 6 dicembre 1991  | New York             | Stati Uniti d'America | Madison Square Garden              |                 |
| 7 dicembre 1991  | New York             | Stati Uniti d'America | Madison Square Garden              |                 |
| 9 dicembre 1991  | Providence           | Stati Uniti d'America | Civic Center                       |                 |
| 10 dicembre 1991 | Worcester            | Stati Uniti d'America | The Centrum                        |                 |
| 12 dicembre 1991 | Albany               | Stati Uniti d'America | Knickerbocker Arena                |                 |
| 13 dicembre 1991 | Hartford             | Stati Uniti d'America | Civic Center                       |                 |
| 15 dicembre 1991 | Buffalo              | Stati Uniti d'America | Memorial Auditorium                |                 |
| 16 dicembre 1991 | Toronto              | Canada                | Maple Leaf Gardens                 |                 |
| Seconda Leg      |                      |                       |                                    |                 |
|                  |                      |                       |                                    |                 |
| Data             | Città                | Paese                 | Luogo                              | Note            |
| 17 gennaio 1992  | Las Cruces           | Stati Uniti d'America | Pan American Center                | data di prova   |
| 18 gennaio 1992  | Las Cruces           | Stati Uniti d'America | Pan American Center                |                 |
| 20 gennaio 1992  | San Diego            | Stati Uniti d'America | Sports Arena                       |                 |
| 22 gennaio 1992  | Los Angeles          | Stati Uniti d'America | Great Western Forum                |                 |
| 23 gennaio 1992  | Los Angeles          | Stati Uniti d'America | Great Western Forum                |                 |
| 25 gennaio 1992  | Fresno               | Stati Uniti d'America | Selland Arena                      |                 |
| 27 gennaio 1992  | Sacramento           | Stati Uniti d'America | ARCO Arena                         |                 |
| 29 gennaio 1992  | Oakland              | Stati Uniti d'America | Oakland Coliseum                   |                 |
| 30 gennaio 1992  | Oakland              | Stati Uniti d'America | Oakland Coliseum                   |                 |
| 2 febbraio 1992  | Vancouver            | Canada                | Pacific Coliseum                   |                 |
| 4 febbraio 1992  | Seattle              | Stati Uniti d'America | Seattle Center Coliseum            |                 |
| 5 febbraio 1992  | Portland             | Stati Uniti d'America | Portland Memorial Coliseum         |                 |
| 15 febbraio 1992 | San Antonio          | Stati Uniti d'America | Convention Center Arena            |                 |
| 16 febbraio 1992 | Dallas               | Stati Uniti d'America | Reunion Arena                      |                 |
| 17 febbraio 1992 | Houston              | Stati Uniti d'America | The Summit                         |                 |
| 20 febbraio 1992 | Austin               | Stati Uniti d'America | Erwin Special Events Center        |                 |
| 22 febbraio 1992 | Shreveport           | Stati Uniti d'America |                                    | data cancellata |
| 23 febbraio 1992 | New Orleans          | Stati Uniti d'America | Lakefront Arena                    |                 |
| 25 febbraio 1992 | Pensacola            | Stati Uniti d'America | Civic Center                       |                 |
| 26 febbraio 1992 | Jacksonville         | Stati Uniti d'America | Memorial Coliseum                  |                 |
| 28 febbraio 1992 | Miami                | Stati Uniti d'America | Miami Arena                        |                 |
| 29 febbraio 1992 | Saint Petersburg     | Stati Uniti d'America | Suncoast Dome                      |                 |
| 2 marzo 1992     | Orlando              | Stati Uniti d'America | The Arena                          |                 |
| 4 marzo 1992     | Atlanta              | Stati Uniti d'America | The Omni                           |                 |
| 5 marzo 1992     | Columbia             | Stati Uniti d'America | The Carolina Coliseum              |                 |
| 7 marzo 1992     | Chapel Hill          | Stati Uniti d'America | Dean E. Smith Center               |                 |
| 8 marzo 1992     | Hampton              | Stati Uniti d'America | Hampton Coliseum                   |                 |
| 10 marzo 1992    | Richmond             | Stati Uniti d'America | Richmond Coliseum                  |                 |
| 12 marzo 1992    | Binghamton           | Stati Uniti d'America | Broome County Arena                |                 |
| 14 marzo 1992    | New Haven            | Stati Uniti d'America | New Haven Coliseum                 |                 |
| 15 marzo 1992    | Uniondale            | Stati Uniti d'America | Nassau Coliseum                    |                 |
| 10 aprile 1992   | Sheffield            | Inghilterra           | Sheffield Arena                    |                 |
| 12 aprile 1992   | Birmingham           | Inghilterra           | National Exhibition Centre         |                 |
| 13 aprile 1992   | Birmingham           | Inghilterra           | National Exhibition Centre         |                 |
| 15 aprile 1992   | Glasgow              | Scozia                | Scottish Exhibition Centre         |                 |
| 17 aprile 1992   | Londra               | Inghilterra           | Wembley Arena                      |                 |
| 18 aprile 1992   | Londra               | Inghilterra           | Wembley Arena                      |                 |
| 21 aprile 1992   | Hannover             | Germania              | Music Hall                         |                 |
| 23 aprile 1992   | Colonia              | Germania              | Sporthalle                         |                 |
| 24 aprile 1992   | Francoforte sul Meno | Germania              | Festhalle                          |                 |
| 27 aprile 1992   | Berlino              | Germania              | Eissporthalle                      |                 |
| 28 aprile 1992   | Norimberga           | Germania              | Frankenhalle                       |                 |
| 29 aprile 1992   | Stoccarda            | Germania              | Hans-Martin-Schleyerhalle          |                 |
| 1º maggio 1992   | Parigi               | Francia               | Le Zenith                          |                 |
| 3 maggio 1992    | Rotterdam            | Paesi Bassi           | Ahoy Sportpaleis                   |                 |
| 21 maggio 1992   | Memphis              | Stati Uniti d'America | Mid-South Coliseum                 |                 |
| 23 maggio 1992   | Kansas City          | Stati Uniti d'America | Kemper Arena                       |                 |
| 23 maggio 1992   | Kansas City          | Stati Uniti d'America | Kemper Arena                       |                 |
| 25 maggio 1992   | Oklahoma City        | Stati Uniti d'America | Myriad Arena                       |                 |
| 27 maggio 1992   | Englewood            | Stati Uniti d'America | Fiddler's Green Amphitheater       |                 |
| 29 maggio 1992   | Salt Lake City       | Stati Uniti d'America | Delta Center                       |                 |
| 31 maggio 1992   | Mountain View        | Stati Uniti d'America | Shoreline Amphitheater             |                 |
| 1º giugno 1992   | Reno                 | Stati Uniti d'America | Lawlor Events Center               |                 |
| 3 giugno 1992    | Irvine               | Stati Uniti d'America | Irvine Meadows Amphitheater        |                 |
| 4 giugno 1992    | Irvine               | Stati Uniti d'America | Irvine Meadows Amphitheater        |                 |
| 6 giugno 1992    | Las Vegas            | Stati Uniti d'America | Thomas & Mack Center               |                 |
| 7 giugno 1992    | Phoenix              | Stati Uniti d'America | Desert Sky Pavilion                |                 |
| 9 giugno 1992    | Albuquerque          | Stati Uniti d'America | Tingley Coliseum                   |                 |
| 10 giugno 1992   | Lubbock              | Stati Uniti d'America | Lubbock Coliseum                   |                 |
| 12 giugno 1992   | St.Louis             | Stati Uniti d'America | Riverfront Amphitheater            |                 |
| 13 giugno 1992   | Nashville            | Stati Uniti d'America | Starwood Amphitheater              |                 |
| 14 giugno 1992   | Charlotte            | Stati Uniti d'America | Blockbuster Pavilion               |                 |
| 16 giugno 1992   | Columbia             | Stati Uniti d'America | Merriwether Post Pavilion          |                 |
| 17 giugno 1992   | Mansfield            | Stati Uniti d'America | Great Woods Center                 |                 |
| 19 giugno 1992   | East Rutherford      | Stati Uniti d'America | Meadowlands Arena                  |                 |
| 20 giugno 1992   | Long Island          | Stati Uniti d'America | Jones Beach                        |                 |
| 21 giugno 1992   | Pittsburgh           | Stati Uniti d'America | Star Lake Amphitheater             |                 |
| 23 giugno 1992   | Dayton               | Stati Uniti d'America | Nutter Center                      |                 |
| 24 giugno 1992   | Noblesville          | Stati Uniti d'America | Deer Creek                         |                 |
| 26 giugno 1992   | Detroit              | Stati Uniti d'America | The New Pine Knob                  |                 |
| 27 giugno 1992   | East Troy            | Stati Uniti d'America | Alpine Valley Music Theatre        |                 |
| 28 giugno 1992   | Tinley Park          | Stati Uniti d'America | World Music Theatre                |                 |

## Documentazione
Riguardo al Roll the Bones Tour sono reperibili le seguenti testimonianze cartacee:
- Roll the Bones Tourbook.